# 메리마거릿 흄스
메리 마거릿 흄즈(Mary-Margaret Humes, 1954년 4월 4일 ~ )는 미국의 배우이다.

## 출연 작품
- 파이어 시티: 엔드 오브 데이즈 (2015)
- 체이싱 이글 락 (2015)
- 서바이빙 어 퓨너럴 (2014)
- 포탈 (2010)
- 마이 퍼스트 크리스마스 트리 (2007)
- 모토크로시드 (2001)
- 라이벌스 (2000)
- 도슨의 청춘일기 (1998)
- 그램스 (1995)
- 마샬의 환상모험 (1991)
- 머피 브라운 (1988)
- 후커와 로마노 (1982)
- 스턴트맨 (1981)
- 세계사 (1981)